# Classe Loch (fregata)
La classe Loch fu una classe di fregate antisommergibile costruite dalla Royal Navy durante la seconda guerra mondiale. Il loro progetto fu innovativo, basato sull'esperienza fatta in tre anni di battaglia dell'Atlantico e attento all'evoluzione tecnologica occorsa durante la guerra.

## Progetto
Le Loch furono pensate a partire dallo scafo della precedente classe River, ma con un'insellatura del ponte e una stellatura della prua maggiori per migliorare la tenuta di mare. Lo scafo fu anche pensato per la prefabbricazone di massa: le sezioni di nave venivano costruite e poi rivettate o saldate in cantiere. Furono quindi eliminate dallo scafo tutte le curve possibili, creando così un evidente nodo dove l'insellatura di prua incontrava il ponte orizzontale, a proravia della plancia.
Le capacità di combattimento della classe Loch furono un grande passo avanti, essendo basate sul nuovo mortaio antisommergibile "Calamaro", con capacità di lancio frontale. In precedenza le navi di scorta potevano attaccare i sommergibili solo con bombe di profondità, che però richiedevano un passaggio sopra al sommergibile per sganciare la bomba da poppa. Il sonar a ricerca frontale ASDIC perdeva quindi il contatto con il nemico proprio prima del lancio delle bombe, dando la possibilità a un comandante esperto di U-Boot di effettuare un'azione evasiva. Il "Calamaro" invece poteva lanciare tre testate da 300 mm e 390 libbre fino a 550 m a prua della nave in schemi trinagolari con lati di 37 m. La detonazione delle bombe avveniva tramite detonazione temporizzata a seconda della profondità necessaria determinata dall'apparecchio ASDIC. Il Calamaro lavorava quindi in sintonia con l'ASDIC per avere una precisione e una letalità migliore. Le navi portavano due set di mortai, con le bombe regolate per esplodere a profondità differenti, per creare un'onda di pressione che potesse distruggere lo scafo del sommergibile nemico. Il primo affondamento causato dal Calamaro avvenne sulla Loch Killin il 31 luglio 1944, quando fu affondato il sommergibile tedesco U-333. Il Calamaro era così efficace che il numero di cariche di profondità trasportate fu ridotto a soli 15 ordigni, trasportati su di un'unica scaffalatura e con un paio di lanciatori a poppa. Questo portò a un ponte relativamente libero se comparato alle precedenti unità classe River che trasportavano otto lanciatori, due scaffali per le bombe e più di cento ordigni.
L'armamento era completato da un singolo cannone da 102 mm Mark V, montato verso prua. Rispetto al progetto della classe River, che aveva il cannone in una posizione favorevole sul ponte sopraelevato e il Porcospino in coperta, esposto alle ondate provenienti da prua, il nuovo progetto della classe Loch scambiò le postazioni; il Calamaro fu posto in alto e protetto anche dall'impavesata. Come difesa antiaerea la nave disponeva di un cannone quadruplo da due libbre Mark VII a fuoco rapido e fino a dodici mitragliere Oerlikon da 20 mm in due affusti doppi Mark V sulle alette di plancia e 8 affusti singoli Mark III. La Loch Arkaig, Loch Craggie, Loch Eck, Loch Glendhu, Loch Tralaig e le unità sudafricane HMSAS Good Hope, Natal e Transvaal furono equipaggiate con cannoni Bofors da 40 mm singoli invece delle mitragliere doppie Oerlikon.
Oltre al nuovo armamento le fregate classe Loch trasportavano nuovi sensori, come il radar Type 277. Questo strumento utilizzava un magnetron che trasmetteva onde centimetriche al fine di identificare eventuali bersagli, eccellendo nel riconoscere bersagli di piccole dimensioni come il periscopio o lo snorkel di un sottomarino sulla superficie. Il peso considerevole dell'antenna stabilizzata del radar e dell''apparato HF/DF in testa d'albero portò all'utilizzo di un albero a traliccio in luogo del tradizionale albero a tripode o a palo. Alcune unità furono completate con il radar Type 271 o 272 e la loro particolare copertura dell'antenna a "lanterna" associata, fino a quando il Type 277 non divenne disponibile. Il sonar ASDIC Type 144 era utilizzato per la ricerca e l'attacco di obiettivi, mentre il sonar Type 147B era usato per trovate la profondità dell'obiettivo.
Come per precedenti progetti del tempo di guerra, fu adottato un sistema di propulsione commerciale per velocizzare la costruzione, nello specifico un paio di motori triplice espansione verticale a quattro cilindri. La Loch Arkaig e la Loch Tralaig ricevettero invece turbine a vapore con riduttore a singolo stadio per testare la fruibilità di questo sistema propulsivo, ma non sarebbe comunque stato possibile avere le turbine necessarie per tutte le unità. Un vantaggio della propulsione commerciale fu l'istantanea familiarità di molti volontari e riservisti a bordo con questi motori largamente utilizzati da unità mercantili e da pesca.

## Servizio
Delle centodieci navi ordinate ventotto furono costruite come fregate classe Loch, entrando in servizio a partire dal 1944. Altre due navi furono convertite come navi deposito per le Coastal Forces, la Loch Assynt e la Loch Torridon, ricevendo i nuovi nomi Derby Haven e Woodbridge Haven. A causa del bisogno nel 1944 di unità antiaeree per la Pacific Fleet britannica, 26 unità furono completate come fregate antiaeree classe Bay. Le ultime 54 unità della classe furono cancellate nel 1945.
Delle 28 unità completate come fregate classe Loch, La Loch Achanalt, Loch Alvie e la Loch Morlich furono trasferite alla marina canadese nel 1943, ma rimanendo di proprietà britannica, essendo quindi restituite alla fine della guerra alla Royal Navy. Una quarta nave, la Loch Fionn, sarebbe dovuta essere trasferita ma fu invece trasformata in una fregata classe Bay. La Loch Ard, Loch Boisdale e Loch Cree furono trasferite alla marina del Sudafrica al completamento, con i nomi, rispettivamente, Transvaal, Good Hope e Natal. Nel 1948 sei unità, incluse le tre precedentemente utilizzate in Canada, furono riammodernate e trasferite alla marina neozelandese. Durante la guerra di Corea la Royal Navy riattivò alcune unità della classe e le mandò nel Mediterraneo, per poter svincolare e rendere disponibili all'azione i cacciatorpediniere classe C. Nel 1964 la Loch Insh fu trasferita alla marina malese.

## Modifiche
La Loch Assynt e la Loch Torridon furono modificate durante la costruzione per divenire navi deposito per le forze costiere, armate con un cannone doppio a fuoco rapido da 102 mm Mark XVI su singolo affusto Mark XIX e sei mitragliere Oerlikon singole da 20 mm. Con la fine della guerra nell'Atlantico nel 1944 e con il bisogno di ulteriori navi scorta antiaeree per l'incrementata flotta britannica in Estremo Oriente, ventisei unità classe Loch furono riprogettate, ribattezzate e completate come fregate antiaeree classe Bay.
Nel 1953 le sette unità Loch Alvie, Loch Fada, Loch Fyne, Loch Insh, Loch Killisport, Loch Lomond e Loch Ruthven furono ammodernate. Il singolo cannone da 102 mm fu rimpiazzato dal cannone doppio HA/LA Mark XIX dello stesso calibro, progettato sia con ruolo antiaereo che antinave, e l'armamento antiaereo fu standardizzato in un singolo cannone doppio Bofors da 40mm Mark V e quattro cannoni singoli Mark VII dello stesso tipo, con un semplice apparecchio di punteria tachimetrico per il Mark V. Il Radar Type 277 ricevette la nuova antenna ANU. La Loch Killisport ricevette un nuovo scudo per cannone costruito in fibra di vetro per testare questo materiale per eventualmente utilizzarlo nella costruzione delle torrette dei nuovi cannoni da 114 mm Mark 8. La Loch Fada fu disarmata nel 1967 e utilizzata per testare una primitiva variante a lancio verticale dei missili Sea Wolf.

## Navi completate

### Royal Navy
War Programme 1942 (quattro unità):
| Nome                     | Identificativo | Costruttore                     | Ordine          | Impostazione                                                                                | Varo              | Completamento   | Destino finale |
| ------------------------ | -------------- | ------------------------------- | --------------- | ------------------------------------------------------------------------------------------- | ----------------- | --------------- | --- |
| HMS Loch Achanalt (K424) | K424           | Henry Robb Limited, Leith       | 24 luglio 1942  | 14 settembre 1942 come HMS Naver, fregata classe River, in seguito modificata a classe Loch | 23 settembre 1943 | 11 agosto 1944  | Trasferita alla Royal Canadian Navy al completamento, restrituita alla Royal Navy il 20 giugno 1945. Trasferita alla Royal New Zealand Navy il 13 settembre 1948 come HMNZS Pukaki. |
| HMS Loch Fada (K390)     | K390           | John Brown & Company, Clydebank | 19 gennaio 1943 | 8 giugno 1943                                                                               | 14 dicembre 1943  | 14 aprile 1944  | Venduta il 21 maggio 1970 per essere demolita a Faslane. |
| HMS Loch Dunvegan (K425) | K425           | Charles Hill & Sons, Bristol    | Gennaio 1943    | 29 settembre 1943                                                                           | 25 marzo 1944     | 30 giugno 1944  | Demolita nell'agosto 1960 presso T. W. Ward, Briton Ferry. |
| HMS Loch Eck (K422)      | K422           | Smith's Dock, South Bank        | 25 gennaio 1943 | 25 ottobre 1943                                                                             | 25 aprile 1944    | 7 novembre 1944 | Trasferita alla Royal New Zealand Navy il 1 ottobre 1948 come HMNZS Hawea. Veduta a settembre del 1965 per essere demolita a Hong Kong.                                             |

War Programme 1943 (26 unità completate, incluse due come navi deposito per la difesa costiera):
| Nome                       | Identificativo | Costruttore                           | Impostazione      | Varo             | Completamento                                                                      | Destino Finale |
| -------------------------- | -------------- | ------------------------------------- | ----------------- | ---------------- | ---------------------------------------------------------------------------------- | --- |
| HMS Loch Achray (K426)     | K426           | Smith's Dock, South Bank              | 13 dicembre 1943  | 7 luglio 1944    | 1 febbraio 1945                                                                    | Trasferita alla Royal New Zealand Navy il 28 settembre 1948, come Kaniere                                                                                      |
| HMS Loch Alvie (K428)      | K428           | Barclay Curle, Glasgow                | 31 agosto 1943    | 14 aprile 1944   | 21 agosto 1944                                                                     | Trasferita alla Royal Canadian Navy al completamento, restituita alla Royal Navy nel 1945. Venduta il 18 gennaio 1965 a Singapore per essere demolita          |
| HMS Loch Ard (K602)        | K602           | Harland & Wolff, Belfast              | 20 gennaio 1944   | 2 agosto 1944    | 21 maggio 1945                                                                     | Trasferita alla South African Navy al completamento come SAS Transvaal                                                                                         |
| HMS Loch Arkaig (K603)     | K603           | Caledon Shipbuilding, Dundee          | 1 novembre 1944   | 7 giugno 1945    | 17 novembre 1945                                                                   | Venduta nel 1959 per essere demolita a Gateshead |
| HMS Loch Assynt (K438)     | K438           | Swan Hunter, Wallsend                 | 11 febbraio 1944  | 14 dicembre 1944 | 2 agosto 1945, come nave deposito delle Coastal Forces con nome Derby Haven        | Venduta alla Marina Iraniana nel luglio 1949 come Babr |
| HMS Loch Boisdale (K432)   | K432           | Blyth Dry Dock, Blyth                 | 8 novembre 1943   | 5 luglio 1944    | 1 dicembre 1944                                                                    | Trasferita alla South African Navy al completamento come SAS Good Hope                                                                                         |
| HMS Loch Craggie (K609)    | K609           | Harland & Wolff                       | 28 settembre 1943 | 23 maggio 1944   | 23 ottobre 1944                                                                    | Venduta l'8 luglio 1963 per essere demolita a Lisbona |
| HMS Loch Cree (K430)       | K430           | Swan Hunter                           | 18 ottobre 1943   | 19 luglio 1944   | 8 marzo 1945                                                                       | Trasferita alla South African Navy al completamento come SAS Natal                                                                                             |
| HMS Loch Fyne (K429)       | K429           | Burntisland Shipbuilding, Burntisland | 8 dicembre 1943   | 24 maggio 1944   | 9 novembre 1944                                                                    | Venduta il 7 luglio 1970 per essere demolita a Newport |
| HMS Loch Glendhu (K619)    | K619           | Burntisland Shipbuilding              | 29 maggio 1944    | 18 ottobre 1944  | 23 febbraio 1945                                                                   | Demolita nel novembre 1957 a Dunston |
| HMS Loch Gorm (K620)       | K620           | Harland & Wolff                       | 28 dicembre 1943  | 8 giugno 1944    | 18 dicembre 1944                                                                   | Venduta nel settembre 1961 per divenire il mercantile Orion |
| HMS Loch Insh (K433)       | K433           | Henry Robb, Leith                     | 17 novembre 1943  | 10 maggio 1944   | 20 ottobre 1944                                                                    | Trasferita alla marina malese il 2 ottobre 1964 come Hang Tuah                                                                                                 |
| HMS Loch Katrine (K625)    | K625           | Henry Robb                            | 31 dicembre 1943  | 21 agosto 1944   | 29 dicembre 1944                                                                   | Trasferita alla Royal New Zealand Navy nel 1949 come Rotoiti                                                                                                   |
| HMS Loch Killin (K391)     | K391           | Burntisland Shipbuilding              | 22 giugno 1943    | 29 novembre 1943 | 12 aprile 1944                                                                     | Demolita nell'agosto 1960 a Newport |
| HMS Loch Killisport (K628) | K628           | Harland & Wolff                       | 28 dicembre 1943  | 6 luglio 1944    | 9 luglio 1945                                                                      | Venduta il 20 febbraio 1970 per essere demolita a Blyth |
| HMS Loch Lomond (K437)     | K437           | Caledon Shipbuilding                  | 7 dicembre 1943   | 19 giugno 1944   | 16 novembre 1944                                                                   | Venduta il 6 settembre 1968 per essere demolita a Faslane |
| HMS Loch More (K639)       | K639           | Caledon Shipbuilding                  | 16 marzo 1944     | 3 ottobre 1944   | 24 febbraio 1945                                                                   | Demolita nell'agosto 1963 a Inverkeithing |
| HMS Loch Morlich (K517)    | K517           | Swan Hunter                           | 15 luglio 1943    | 25 gennaio 1944  | 2 agosto 1944                                                                      | Trasferita alla Royal Canadian Navy al completamento, restituita alla Royal Navy nel 1945. Trasferita alla Royal New Zealand Navy l'11 aprile 1949 come Tutira |
| HMS Loch Quoich (K434)     | K434           | Blyth Dry Dock                        | 3 dicembre 1943   | 2 settembre 1944 | 11 gennaio 1945                                                                    | Demolita nel novembre 1957 a Dunston |
| HMS Loch Ruthven (K645)    | K645           | Charles Hill & Sons, Bristol          | 4 gennaio 1944    | 3 giugno 1944    | 6 ottobre 1944                                                                     | Demolita nel 1966 a Plymouth |
| HMS Loch Scavaig (K648)    | K648           | Charles Hill & Sons                   | 31 marzo 1944     | 9 settembre 1944 | 22 dicembre 1944                                                                   | Demolita nel settembre 1959 a Genova |
| HMS Loch Shin (K421)       | K421           | Swan Hunter                           | 6 settembre 1943  | 23 febbraio 1944 | 10 ottobre 1944                                                                    | Trasferita alla Royal New Zealand Navy il 13 settembre 1948 come Taupo                                                                                         |
| HMS Loch Tarbert (K431)    | K431           | Ailsa Shipbuilding, Troon             | 30 novembre 1943  | 19 ottobre 1944  | 22 febbraio 1945                                                                   | Demolita nel settembre 1959 a Genova |
| HMS Loch Torridon (K654)   | K654           | Swan Hunter                           |                   | 13 gennaio 1945  | 19 ottobre 1945, come nave deposito delle Coastal Forces con nome Woodbridge Haven | Demolita nell'agosto 1965 a Blyth |
| HMS Loch Tralaig (K655)    | K655           | Caledon Shipbuilding                  | 26 giugno 1944    | 12 febbraio 1945 | 4 luglio 1945                                                                      | Demolita nell'agosto 1963 a Bo'ness |
| HMS Loch Veyatie (K658)    | K658           | Ailsa Shipbuilding                    | 30 marzo 1944     | 8 ottobre 1945   | 13 luglio 1946                                                                     | Demolita nell'agosto 1965 a Dalmuir |

## Navi trasferite

### Royal Canadian Navy
- HMCS Loch Achanalt (K424)
- HMCS Loch Alvie (K428)
- HMCS Loch Morlich (K517)

Tutte le unità furono restituite alla Royal Navy nel 1945.

### South African Navy
- HMSAS Good Hope (K 432), ex HMS Loch Boisdale. Affondata nella Falsa Baia per creare un reef artificiale il 12 dicembre 1978.
- HMSAS Natal (K 10), ex HMS Loch Cree. Nave da ricerca dal 1957. Affondata come bersaglio al largo del capo di Buona Speranza il 19 settembre 1972.
- HMSAS Transvaal (K 602), ex HMS Loch Ard. Affondata nella Falsa Baia per creare un reef artificiale il 3 agosto 1978.

### Royal New Zealand Navy
Ex unità della Royal Navy, trasferite nel 1948.
- HMNZS Pukaki (ex HMS Loch Achanalt). Venduta per la demolizione nel gennaio 1966, a Hong Kong.
- HMNZS Kaniere (ex HMS Loch Achray). Venduta per la demolizione nel 1966, a Hong Kong.
- HMNZS Rotoiti (ex HMS Loch Katrine). Venduta per la demolizione nel novembre 1966, a Hong Kong.
- HMNZS Hawea (ex HMS Loch Eck). Venduta per la demolizione nel settembre 1966, a Hong Kong.
- HMNZS Taupo (ex HMS Loch Shin). Venduta per la demolizione il 15 dicembre 1961.
- HMNZS Tutira (ex HMS Loch Morlich). Venduta per la demolizione il 15 dicembre 1961.

### Marina Reale Malese
- Hang Tuah (ex HMS Loch Insh). Venduta per la demolizione nel 1977.

## Navi convertite in fregate classe Bay
Gli scafi di queste unità furono trasformati in fregate antiaeree Classe Bay.
- Bigbury Bay (K606) (ex Loch Carloway), costruita da Hall Russell, Aberdeen.
- Burghead Bay (K622) (ex Loch Harport), costruita da Charles Hill & Sons, Bristol.
- Cardigan Bay (K630) (ex Loch Laxford), costruita da Henry Robb, Leith.
- Carnarvon Bay (K630) (ex Loch Maddy), costruita da Henry Robb
- Cawsand Bay (K644) (ex Loch Roan), costruita da Blyth Dry Dock, Blyth.
- Enard Bay (K435) (ex Loch Brachdale), costruita da Smiths Dock, South Bank.
- Hollesley Bay (K614) (ex Loch Fannich), costruita da from Smiths Dock, ma cancellata nel 1945
- Largo Bay (K423) (ex Loch Foin), costruita da William Pickersgill, Sunderland.
- Morecambe Bay (K624) (ex Loch Heilen), costruita da William Pickersgill
- Mounts Bay (K627) (ex Loch Kilbernie), costruita da William Pickersgill
- Padstow Bay (K608) (ex Loch Coulside), costruita da Henry Robb
- Porlock Bay (K650) (ex Loch Seaforth, ex Loch Muick), costruita da Charles Hill & Sons
- Veryan Bay (K651) (ex Loch Swannay), costruita da Charles Hill & Sons
- St Austell Bay (K634) (ex Loch Lyddoch), costruita da Harland & Wolff, Belfast.
- St Brides Bay (K600) (ex Loch Achility), costruita da Harland & Wolff
- Start Bay (K604) (ex Loch Arklet), costruita da Harland & Wolff
- Tremadoc Bay (K605) (ex Loch Arnish), costruita da Harland & Wolff
- Whitesand Bay (K633) (ex Loch Lubnaig), costruita da Harland & Wolff
- Widemouth Bay (K615) (ex Loch Frisa), costruita da Harland & Wolff
- Wigtown Bay (K616) (ex Loch Garasdale), costruita da Harland & Wolff

Gli scafi di queste unità furono prima convertiti in fregate classe Bay e poi in navi portaordini.
- Alert (K647) (ex Dundrum Bay, ex Loch Scamdale), costruita da Blyth Dry Dock
- Surprise (K346) (ex Gerrans Bay, ex Loch Carron), costruita da Smiths Dock

Gli scafi di queste unità furono prima convertiti in fregate classe Bay e poi in navi oceanografiche.
- Cook (K638) (ex Pegwell Bay, ex Loch Mochrum), costruita da William Pickersgill
- Dalrymple (K427) (ex Luce Bay, ex Loch Glass), costruita da William Pickersgill
- Dampier (K611) (ex Herne Bay, ex Loch Eil), costruita da Smiths Dock
- Owen (K640) (ex Thurso Bay, ex Loch Muick), costruita da Hall Russell

## Navi cancellate
54 unità intese per la Royal Navy:
- HMS Loch Affric (K 601) da Ailsa Shipbuilding, Troon.
- HMS Loch Clunie (K 607) da Ailsa Shipbuilding, Troon.
- HMS Loch Ericht (K 612) da Ailsa Shipbuilding, Troon.
- HMS Loch Erisort (K 613) da Barclay Curle, Glasgow.
- HMS Loch Garve (K 617) da Hall Russell.
- HMS Loch Griam (K 621) da Swan Hunter.
- HMS Loch Harray (K 623) da Smith's Dock.
- HMS Loch Ken (K 626) da Smith's Dock.
- HMS Loch Kirbister (K 629) da Swan Hunter.
- HMS Loch Linfern (K 631) da Smith's Dock.
- HMS Loch Linnhe (K 632) da William Pickersgill.
- HMS Loch Lyon (K 635) da Swan Hunter.
- HMS Loch Minnick (K 637) da Smith's Dock.
- HMS Loch Nell (K 641) da Henry Robb.
- HMS Loch Odairn (K 642) da Henry Robb.
- HMS Loch Ossian (K 643) da Smith's Dock.
- HMS Loch Ryan (K 646) da William Pickersgill.
- HMS Loch Scrivain (K 649) da William Pickersgill.
- HMS Loch Tanna (K 652) da Blyth Dry Dock.
- HMS Loch Tilt (K 653) da William Pickersgill.
- HMS Loch Urgill (K 656) da Blyth Dry Dock.
- HMS Loch Vennacher (K 657) da Blyth Dry Dock.
- HMS Loch Watten (K 659) da Blyth Dry Dock.
- HMS Loch Awe da Harland & Wolff.
- HMS Loch Badcall da William Pickersgill.
- HMS Loch Caroy da William Pickersgill.
- HMS Loch Doine da Smith's Dock.
- HMS Loch Creran da Smith's Dock.
- HMS Loch Earn da Charles Hill & Sons.
- HMS Loch Enoch da Harland & Wolff.
- HMS Loch Eye da Harland & Wolff.
- HMS Loch Eyenort da Harland & Wolff.
- HMS Loch Glashan da Smith's Dock.
- HMS Loch Goil da Harland & Wolff.
- HMS Loch Hourn da Harland & Wolff.
- HMS Loch Inchard da Harland & Wolff.
- HMS Loch Kirkaig da Harland & Wolff.
- HMS Loch Kishorn da Henry Robb.
- HMS Loch Knochie da William Pickersgill.
- HMS Loch Laro da Harland & Wolff.
- HMS Loch Lurgan da Harland & Wolff.
- HMS Loch Maberry da Hall Russell.
- HMS Loch Ronald da Harland & Wolff.
- HMS Loch Sheallah da Harland & Wolff.
- HMS Loch Shiel da Harland & Wolff.
- HMS Loch Skaig da Smith's Dock.
- HMS Loch Skerrow da Charles Hill & Sons.
- HMS Loch Stemster da Harland & Wolff.
- HMS Loch Stenness da Smith's Dock.
- HMS Loch Striven da Harland & Wolff.
- HMS Loch Sunart da Harland & Wolff.
- HMS Loch Swin da Harland & Wolff.
- HMS Loch Tummell da Harland & Wolff.
- HMS Loch Vanavie da Harland & Wolff.